# إزاي البنات تحبك (فلم)
إزاي البنات تحبك (بالعربية: كيف أن تحبك الفتيات) فيلم مصري من إنتاج عام 2003. وتاريخ عرضه يوافق عشية عيد الفطر في مصر 1424 هـ.

## قصة الفيلم
بدأ الفيلم بتصادف تأخر «علي رمزى» و«عاطف» على موعد امتحان القبول بأكاديميه السياحة بالغردقة ويذهبان للامتحان بدون الزي الرسمي ويضطران إلى اقتراض الزي المطلوب من اثنين من الممتحنين للدخول إلى الامتحان وتبوء محاولتهم بالنجاح بعد أن يتم قبولهم من ضمن فريق الممتحنين من أساتذه الأكاديمية. ومع قبول علي بالأكاديمية تتحقق أول خطوات حلمه نحو النجاح بتفوق ليحظى بالمنحة التي تقدمها الأكاديمية للدراسه بسويسرا لكي يلتقى بصديقته السويسرية هناك وليعقد قرانه بها. ومع مرور الوقت واندماج الطلبة ببعضهم يقع عاطف في غرام «ندى» الطالبه اللبنانية الأصل المهتمه أيضا بالدراسة والغير مهتمه بشكلها الخارجي والتي تقوم بينها وبين علي قصه غرام تترتب عليها إبلاغ علي لصديقته السويسرية بحقيقة الأمر، ويحاول عاطف عمل بعض المقالب بعلي صديقه لمحاوله التفريق بينه وبين ندى والذي يقع بعد ذلك في حب «بوسي» المصرية صديقة ندى. ويأتي من جانب آخر «وليد» المتيم بزميلته ندى الذي يحاول بمساعده «ميرنا» التونسية المغرمة به بتشويه صورة علي أمام ندى عن طريق تصويره مع ميرنا في غرفه نومه وعرض الشريط على كل تلاميذ الأكاديمية لتتخلى ندى عن علي ويحظى هو بحبها. ولكن بعد أن تكتشف ندى حقيقه الأمر يزداد تمسكها بعلي ويقرروا الزواج بعد حصولهم على منحه السفر إلى سويسرا بصحبة عاطف وبوسى التي تكتشف حب عاطف لها مؤخرا.

## بطولة
- هاني سلامة: (علي رمزي)
- نور: (ندى)
- سمية الخشاب: (بوسي)
- أحمد عيد: (عاطف)
- هند صبري: (ميرنا)
- محمد رجب: (وليد)
- طلعت زين: (مدير المعهد)
- انتصار
- أحمد منير
- كاملة أبو ذكري

## فريق العمل
- إخراج: أحمد عاطف
- إنتاج: الباتروس للإنتاج الفني والتوزيع
- توزيع: أوسكار - النصر
- تأليف: أحمد البيه
- مونتاج: منى ربيع
- موسيقى تصويرية: عمرو إسماعيل
- مدير التصوير: محسن أحمد

## وصلات خارجية
- مقالات تستعمل روابط فنية بلا صلة مع ويكي بيانات